# Microgale fotsifotsy
Il tenrec toporagno pallido (Microgale fotsifotsy) è una specie di tenrec endemica del Madagascar, dove abita le zone ricoperte di foresta pluviale, a quote anche piuttosto elevate.
Deve il suo nome scientifico al nome dell'animale i malgascio.
Nonostante sia segnato dall'IUCN come "a basso rischio", recentemente la specie sta soffrendo molto per la perdita dell'habitat a causa del disboscamento.